# Kolbäck
Kolbäck ( PRONÚNCIA) é uma localidade da Suécia, situada na província histórica da Västmanland.
Pertence ao município de Hallstahammar, no condado da Västmanland.
Tem uma área de 2,09 km² e uma populacão de 2 055 habitantes (2019).
Está localizada a 7 km a sul da cidade de Hallstahammar.
Ponto de encontro do rio, da estrada e da via férrea, foi aqui que segundo a tradição foi travada a batalha de Herrevadsbro em 1251.

## Património turístico
No seu património está incluída uma igreja do século XII.

- Igreja de Kolbäck (’’Kolbäcks kyrka’’)

## Galeria

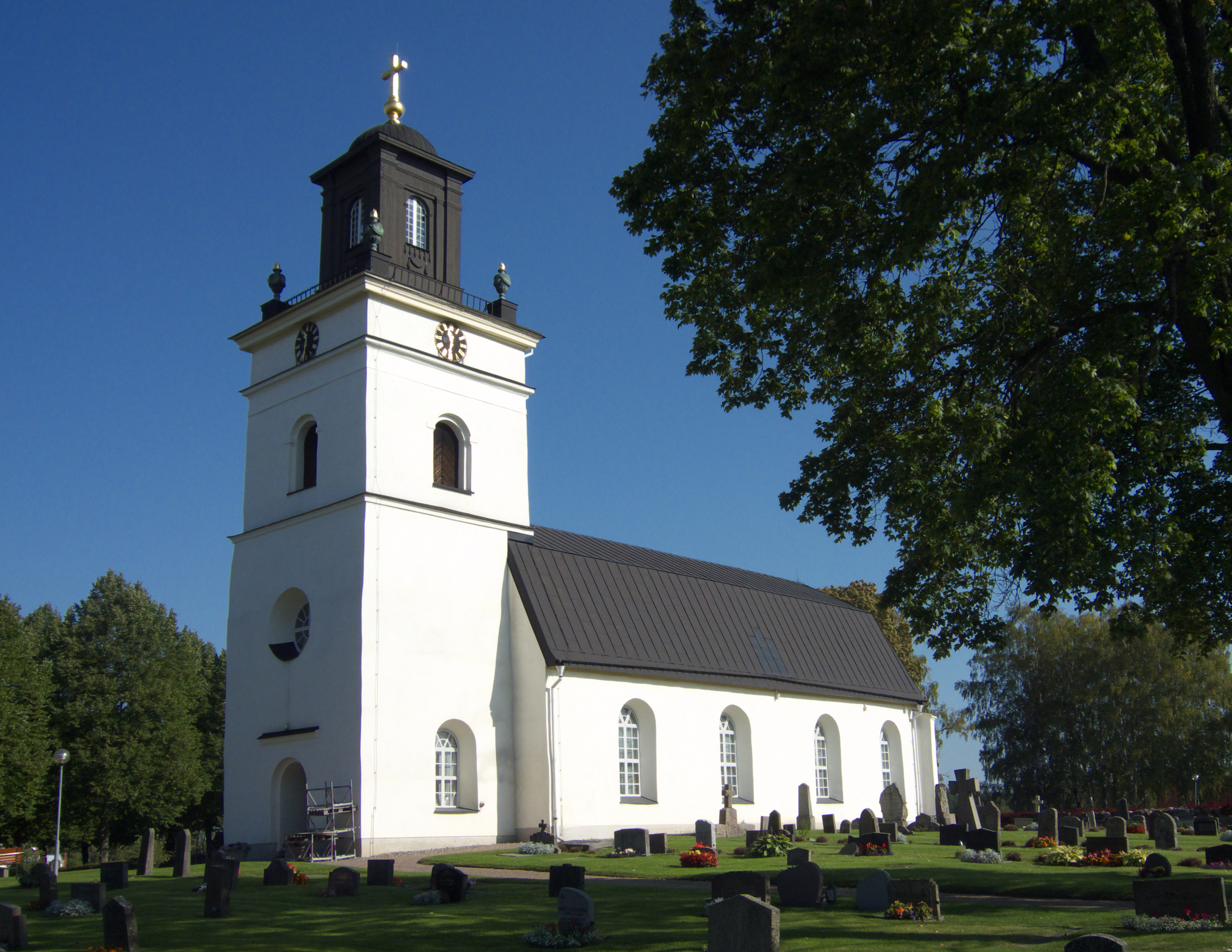
A igreja de Kolbäck
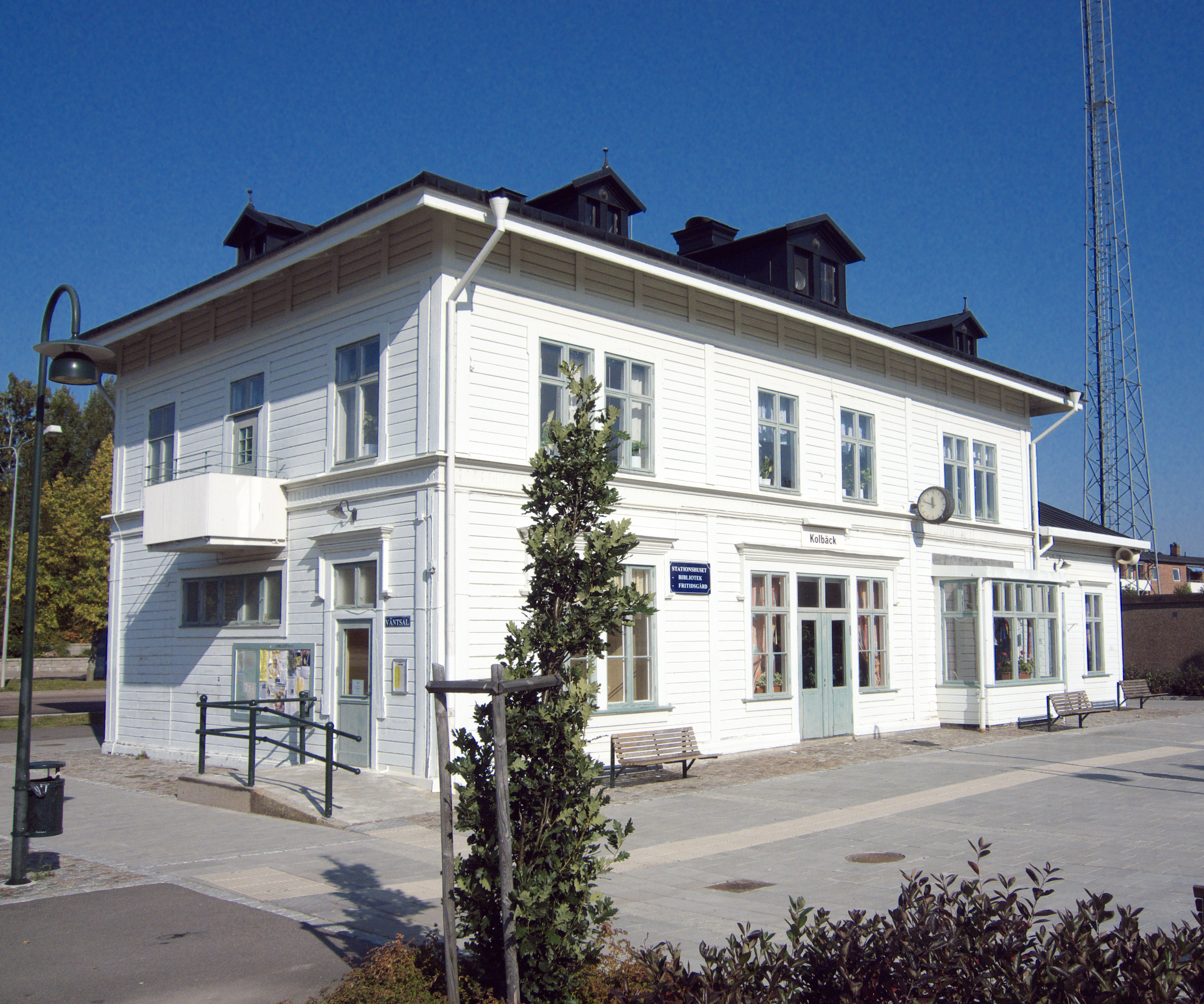
A estação ferroviária de Kolbäck